# Luis Russell
Pour les articles homonymes, voir Russell.
Carl Luis Russell est un pianiste, arrangeur et chef d'orchestre américain (Bocas del Toro, Panama, 6 août 1902 - New York 11 décembre 1963).

## Discographie
Enregistrements :
- Jersey Lightnin' (1929) ;
- Wolverines blues (1940).